# Fermina d'Amelia
Firmine d'Amelia (en italien : Firmina di Amelia) est une sainte martyre, patronne des villes de Civitavecchia et Amelia en Italie.

## Résumé biographique
Fille de Calpurnio Pisone, préfet de Rome, elle se convertit au christianisme et, à quinze ans, se consacre entièrement à la vie religieuse. La légende dit que le navire qui la transportait de Ostia à Centumcellae (Civitavecchia), fut surpris par une forte tempête et que les flots se calmèrent soudain à la suite de ses prières.

Deux versions coexistent quant à son martyre :
– la première dit qu'en passant dans le village d'Amelia elle fut victime de la Persécution de Dioclétien. La torture ne lui fit pas renier sa foi et sa fermeté provoqua tant d'admiration qu'un de ses persécuteurs, Olimpiade, se convertit au christianisme avec sa famille ;
– la seconde version relate que, sous l'empereur Decius et le pape Cornelio, elle fut exilée à Centumcellae ; jugée par Megezio, Fermina fut martyrisée ; les restes de son corps furent secrètement enterrés dans la cathédrale de cette ville.
Elle est donc honorée dans les deux villes.

## Célébration
Civitavecchia, née sur les ruines de l'ancienne Centumcellae détruite par les Sarrasins, a toujours nourrit pour cette jeune martyre une grande dévotion et l'a proclamé patronne et protectrice des navigateurs.
Chaque année, le 28 avril, une procession solennelle est organisée. La statue et les reliques de la sainte sont embarquées sur un remorqueur qui effectue un parcours dans le port pour la bénédiction de la mer et le lancement d'une couronne de laurier en hommage aux disparus en mer.
Selon la version, Firmina a été enterrée à Amélia ou à Civitavecchi ; son enterrement est donc célébré à des dates différentes dans les deux villes : le 24 novembre à Amelia et le 20 décembre à Civitavecchia. Ses emblèmes sont la feuille de palmier ou d'olivier (palme du martyre) qu'elle porte à la main gauche et un bateau qu'elle porte à main droite.